# Rudgea insolita
Rudgea insolita är en måreväxtart som beskrevs av Paul Carpenter Standley. Rudgea insolita ingår i släktet Rudgea och familjen måreväxter.
Artens utbredningsområde är Colombia. Inga underarter finns listade i Catalogue of Life.